# Olov Blomkvist

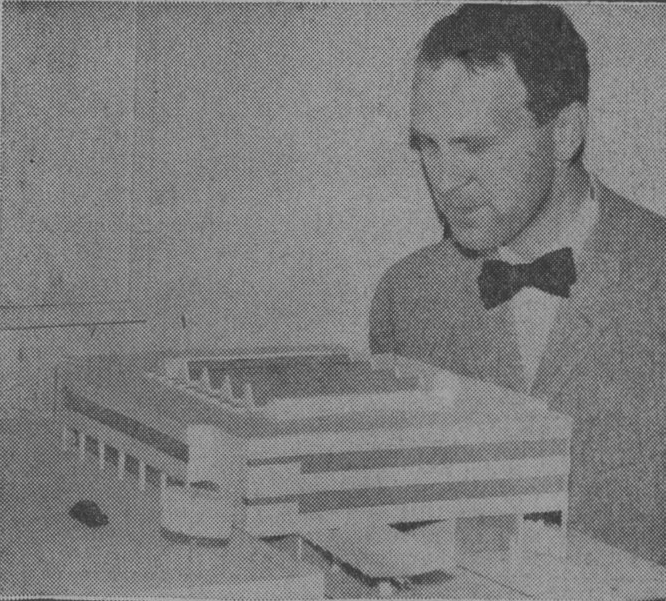
Olov Blomkvist med modell av Liljeholmens T-banestation, 1962.

Bror Olov Blomkvist, född 29 juni 1922 i Stockholm, död 15 juli 2017, var en svensk arkitekt.
Blomkvist, som var son till sotarmästare Bror Blomkvist och Elsa Gustavson, avlade studentexamen 1942 och utexaminerades från Kungliga Tekniska högskolan 1952. Han anställdes hos arkitekt Nils Lönnroth 1953, på AB Stockholms Spårvägars arkitektkontor 1958 och var arkitekt och projektledare hos Kooperativa förbundets arkitekt- och ingenjörsbyrå AB från 1965. 
Blomkvist ritade bland annat Brommaplans och Västertorps tunnelbanestationer. Han är gravsatt i minneslunden på Skogskyrkogården i Stockholm.